# Ben Cross
Harry Bernard Cross, conegut com, Ben Cross   (Londres, 16 de desembre de 1947 - Viena, 18 d'agost de 2020) va ser un actor britànic de teatre i cinema, conegut per la seva interpretació de l'atleta olímpic britànic Harold Abrahams en la pel·lícula de 1981 Carros de foc.
Va néixer en una família catòlica i va ser educat a l'escola moderna secundària del bisbe Thomas Grant de Streatham, al sud de Londres. El 1970, als 22 anys, va ser acceptat en la Royal Academy of Dramatic Art. Va desenvolupar una carrera com a actor de teatre a la Duke's Playhouse on va interpretar a Macbeth, The Importance of Being Earnest i Death of a Salesman. Després es va unir a la Prospect Theatre Company i va exercir papers en Pericles, Twelfth Night i Royal Hunt of the Sun. També es va unir a l'elenc del popular musical Joseph i el Amazing Technicolor Dreamcoat i va exercir papers principals a Equus de Sir Peter Shaffer, Mind Your Head i el musical Irma La Douce, tot en el Teatre Haymarket de Leicester.
Posteriorment es va introduir al cinema i el 1977 va acceptar un paper secundari en el film bèl·lic Un pont massa llunyà, de Richard Attenborough, protagonitzat pels actors Sean Connery i Michael Caine. El mateix any es va convertir en membre de la Royal Shakespeare Company i va actuar en l'estrena de Privates on Parade com "Kevin Cartwright" interpretant a Rover en un renaixement d'una obra de restauració titulada Wild Oats. El 1978, va actuar en l'obra de teatre “Chicago” on va interpretar a Billy Flynn, l'advocat de l'assassí Roxie Hart.
El 1981 va aconseguir el paper de l'atleta britànic jueu Abrahams a Carros de foc, dirigida per Hugh Hudson, i amb música de Vangelis que va guanyar quatre Oscars, entre els quals el del millor film.
Va fer moltes minisèries per a la televisió com The Potato Factory (2000) i Coyote on a Fence (2005). El 1985 va ser protagonista en la pel·lícula Atracció letal i va ser actor secundari a: Jugant amb la mort, el 1993, El primer cavaller, el 1995, i al film d'acció The order, el 2001. El 2009 va interpretar el paper de Sarek, el pare de Spock, en la nova Star Trek, dirigida i produïda per Jeffrey Jacob Abrams. El 2012, fou Rabbit, el principal antagonista de la sèrie original Cinemax Banshee.
Va morir a Viena, de manera inesperada després d'una curta malaltia, el 18 d'agost de 2020 als 72 anys. Just havia acabat de rodar la pel·lícula The devil's light, de Daniel Stamm, en què compartia repartiment amb Virginia Madsen i Colin Salmon.

## Filmografia
- Un pont massa llunyà (A Bridge Too Far) (1977) com Tropper Binns
- Carros de foc (Chariots of Fire) (1981) com Harold Abrahams
- The Flame Trees of Thika (1981) com Ian
- Coming Out of the Ice (1982) com Gen. Tuchachevsky
- The Citadel (1983) com Dr. Andrew Manson
- The Far Pavilions (1984) com Ash
- The Assisi Underground (1985) com el Pare Rufino
- Strong Medicine (1986) com Martin Taylor
- The Unholy (1988) com Pare Michael
- Steal the Sky (1988) com Munir Redfa
- Paperhouse (1988) com Dad Madden
- Twist of Fate (TV miniseries) (1989) com Israel Brig. Gen. Benjamin Grossman
- The Jeweler's Shop (1989) com Stephane
- Nightlife (1989) com Vlad
- Dark Shadows (Revivals) (1991) com Barnabas Collins
- Eye of the Widow (1989) com Nassiri
- Live Wire (1992) com Mikhail Rashid
- Cold Sweat (1993) com Mark Cahill
- The Criminal Mind (1993) com Carlo Augustine
- Caro dolce amore (1994) com Pearson
- The Ascent (1994) com Major Farrell
- First Knight (1995) com Prince Malagant
- Temptress (1995) com Dr. Samudaya
- El Último viaje de Robert Rylands (1996) com Cromer
- Turbulence (1997) com Capità Samuel Bowen
- 20.000 llegües sota el mar (20,000 Leagues Under the Sea) (1997) com Capità Nemo
- The Corporate Ladder (1997) com Jay Williams
- The Invader (1997) com Renn
- Solomon (1997) com Solomon
- Tower of the Firstborn (1999) com Michael Shannon / Zadick
- The Venice Project (1999) com Rudy Mestry / Bishop Orsini
- Young Blades (2001) com Cardenal Richilieu
- Exorcist: The Beginning (2004) com Semelier
- War, Inc. (2008) com Medusa Hair
- Star Trek (2009) com l'embaixador Sarek
- The Hurricane Heist (2018) com el Sheriff Jimmy Dixon